# Pseudoalteromonas luteoviolacea
Pseudoalteromonas luteoviolacea — вид морської бактерії родини Pseudoalteromonadaceae, який описаний з проб води Середземного моря поблизу Ніцци.
Вид описаний у 1976 році як Alteromonas luteo-violaceus. У 1982 році біноміальна назва, згідно з номенклатурними стандартами, була змінена на Alteromonas luteoviolacea. У 1995 році вид віднесений у новостворений рід Pseudoalteromonas.